# 네피도 FC
네피도 FC(버마어: နေပြည်တော် ဘောလုံးအသင်း)는 미얀마 네피도를 연고로 하는 축구단이다. 2010년에 창단되었으며 2012년 MNL컵에서 준우승을 기록했다.